# Riekus Waskowsky
Hendericus Mattheus (Riekus) Waskowsky (Rotterdam, 15 oktober 1932 - aldaar, 14 april 1977) was een Nederlands dichter die, om in zijn levensonderhoud te voorzien, allerlei werkzaamheden verrichtte. Tijdens een van zijn baantjes behaalde hij een diploma uitslaan van plaatwerk waarop hij, naar verluidt, trots was.
In 1968 won hij de Alice van Nahuys-prijs voor zijn debuut Tant pis pour le clown.
Behalve met het schrijven van eigen werk hield hij zich ook bezig met het vertalen van het werk van anderen. Uit het Spaans vertaalde hij onder andere gedichten van Pablo Neruda. Hij vertaalde ook Zwart kwaad van Evelyn Waugh.

## Persoonlijk leven
Riekus Waskowsky was onder meer bevriend met Jules Deelder, aan wie hij het gedicht Op de sien opdroeg, en met Gerrit Komrij. De laatste typeerde Riekus bij diens dood in zijn column in het NRC Handelsblad met de zin: Hij ontbeerde in hoge mate de misselijke drang zich geliefd te willen maken.
In 1957 trouwde hij met Mien van den Ouden. In 1970 trouwde hij met Jellie Pot die hij enkele jaren voordien had leren kennen. Van beide vrouwen scheidde hij.
Beeldhouwer Edu Waskowsky was zijn broer.